# Бош, Карл
Карл Бош (нем. Carl Bosch; 27 августа 1874[…], Кёльн, Пруссия — 26 апреля 1940[…], Гейдельберг) — немецкий химик, инженер, заложивший основы промышленного производства аммиака из азота и водорода при высоком давлении (метод Габера-Боша). Разработки Карла Боша были реализованы на базе немецкой химико-технологической компании BASF, построившей первый в мире завод по синтезу аммиака. За работы по методам высокого давления в химии в 1931 году Бош был удостоен Нобелевской премии по химии совместно с Фридрихом Бергиусом. Его участие в Версальском мирном договоре, а также усилия по решению продовольственных проблем после Первой мировой войны сделали его одним из самых влиятельных деятелей немецкой химической промышленности. В 1925 году на базе шести немецких компаний основал IG Farben — крупнейший химико-технологический конгломерат того времени. Под давлением национал-социалистов был вынужден уйти с поста председателя правления IG Farben на должность председателя наблюдательного совета. В последние годы жизни Бош страдал от глубокой депрессии и в 1939 году предпринял попытку самоубийства.

## Биография

### Ранние годы
Карл Бош был первым из семи детей Карла Фридриха Александра Боша (1843—1904), совладельца монтажной фирмы Bosch & Haag в Кёльне, и его жены Паулы, урождённой Либст (1851—1930). Его дядей был промышленник Роберт Бош. Карл Бош рано проявил талант в области естествознания и техники. Он работал слесарем и точным механиком на фирме отца и получил соответствующее образование. Особенно он интересовался химией и владел на заднем дворе собственной химической лабораторией.
После окончания Высшей школы в Кёльне в марте 1893 года он проходил обучение на металлургическом заводе в городе Котценау (современный город Хоцянув в Польше) близ Лигница, где проработал год в литейном, слесарном и столярном цехах.
С 1894 по 1896 год Карл Бош учился металлургии и машиностроению в Шарлоттенбургской высшей технической школе (современный Технический университет Берлина). Во время учёбы в Берлине Бош также посещал лекции по химии Фридриха Рюдорфа, Карла Либермана и Отто Николауса Витта.
С 1896 года изучал химию в Лейпцигском университете и в 1898 году получил докторскую степень за диссертацию, посвящённую реакции конденсации диэтилового эфира ацетондикарбоновой кислоты с бромацетофеноном, которую он изучал в группе Йоханнеса Вислиценуса.
В Лейпциге преподавал Вильгельм Оствальд, который считался одним из основоположников физической химии, к применению которой Бош впоследствии особенно стремился. Термодинамику, а именно точное измерение температуры, исследование фазовых диаграмм, а также изучение кинетики химических реакций он признавал важными основами промышленной химии.
Помимо изучения химии, Бош также увлекался минералогией, зоологией, бактериологией и ботаникой, собирал и препарировал жуков и бабочек, занимался определением растений.

### Карьера
В 1899 году Бош поступил в BASF по рекомендации своего отца, где сначала работал вместе с Рудольфом Кничем и Ойгеном Заппером в качестве руководителя завода по производству фталевой кислоты, развитие которого ему было доверено. Книч некоторое время работал над способами получения аммиака. В 1900 году он поручил Бошу проверить патент Вильгельма Оствальда на синтез аммиака из азота и водорода, который тот предложил BASF. Бош обнаружил, что образующийся аммиак был получен из нитрида железа, входившего в состав катализатора, и что патент Оствальда был основан на неверном предположении.
Из-за ограниченных запасов нитрата натрия, необходимого для производства удобрений и взрывчатых веществ, тогдашний председатель наблюдательного совета BASF Генрих фон Брунк поручил Бошу в 1902 году заняться проблемой азотфиксации, то есть получения необходимых соединений азота из воздуха.
Для работы по изучению фиксации азота ему в 1904 году в качестве помощника был назначен Элвин Митташ. Бош в первую очередь сосредоточился на фиксации азота путем образования цианидов и нитридов. Образование цианида бария согласно уравнению
{\displaystyle 3Ba+2CO+N_{2}=2Ba(CN)_{2}+BaO}
было уже известно к тому времени.
Основываясь на разработках Боша, BASF построила фабрику по производству цианида бария в 1907 году. Образующийся цианид можно было перевести в аммиак путем гидролиза. Однако достигнутые выходы не оправдали ожиданий, и BASF закрыла завод в 1908 году.
Затем Бош начал изучать образование нитрида титана, нитрида кремния и нитрида алюминия в 1908 году. В ходе испытаний было обнаружено, что выход нитридов был улучшен за счет добавления промоторов. Нитриды впоследствии также гидролизовали с получением аммиака. Однако расход энергии для этого метода, равно как и для дугового метода прямого окисления азота, разработанного в то время в BASF, оказался очень высоким и затруднял крупномасштабную реализацию процесса.

### Промышленный метод синтеза аммиака (метод Габера-Боша)
BASF поручил Бошу в 1909 году довести ранее обнаруженный в лаборатории Фрицем Габером, профессором технической химии в техническом колледже Карлсруэ, синтез аммиака при высоком давлении и температуре до уровня промышленного производства. Уже тогда было очевидно, что в силу закона действующих масс применение высоких давлений выгодно для повышения выхода аммиака, но в то время ещё не хватало технического опыта для работы с высокими давлениями при одновременно высоких температурах.
При поддержке правления и наблюдательного совета BASF Бош создал собственную лабораторию высокого давления. Параллельно с этим его помощник Элвин Митташ начал систематические поиски катализатора, пригодного для промышленного использования. Первоначально поиск был сосредоточен на катализаторах редких и, следовательно, дорогих элементов осмия и урана. Однако опыты с промоторами, проведенные при испытаниях по производству нитридов, побудили Митташа более внимательно изучить катализаторы на основе железа. Различные добавки он проверил на предмет активации, стабилизации или отравления катализатора.
Ещё в 1910 году Бош и Митташ подали патент на производство катализаторов на основе железа. Благодаря начальным успехам в техническом осуществлении процесса, несмотря на неудачи при строительстве первых реакторов, в 1912 году произошло создание азотного отдела под руководством Боша. Бошу приходилось преодолевать большие технические проблемы, а затраты на разработку были очень высоки. В отдел вошли девять химиков, физик Пауль Людвиг Кристоф Гмелин и ещё 126 сотрудников. Ему подчинялась и вновь созданная в то время аммиачная лаборатория BASF.
Один из вопросов касался долговечности реакторов при высоких давлениях водорода и высоких температурах. Реакторы из углеродистой стали не выдержали этого. Здесь на помощь Бошу пришел его опыт в металлургии. При многочисленных испытаниях реакторов он обычно присутствовал лично. Проведенное им исследование стали лопнувшего реактора показало, что углерод в условиях эксперимента подвергся гидрированию. В результате были созданы реакторы с покрытием из мягкой безуглеродной стали.
Помимо разнообразных металлургических и инженерных вопросов, предстояло решить и вопрос о получении необходимого водорода. Годовой объём производства 100 000 тонн аммиака в год соответствует около полутора миллиардам кубометров водорода. Её удалось решить благодаря разработке реакции сдвига состава водяного газа в сторону водорода Бошем и Вильгельмом Вильдом.
{\displaystyle CO+H_{2}O\rightleftharpoons CO_{2}+H_{2}}
Таким образом, из водяного газа, образующегося при обработке угля горячим водяным паром, путём его взаимодействия с водой был достигнут более высокий выход водорода. В то же время мешающий оксид углерода (II) превращался в диоксид углерода, который удалялся из газовой смеси с помощью промывки.
Преодолев многочисленные проблемы, BASF в 1912 году начала строительство аммиачного завода в Людвигсхафене-на-Рейне. 19 сентября 1913 года была запущена первая установка Габера-Боша. Начальная мощность составляла около 20 тонн аммиака в сутки, в 1914 году уже был достигнут уровень в 40 тонн в сутки.
Для изучения удобрений, полученных из аммиака, Бош основал в 1914 году экспериментальный сельскохозяйственный завод в Лимбургерхофе. Там он начал систематические исследования влияния различных азотных и комплексных минеральных удобрений, таких как нитрат аммония, смесь сульфата аммония и нитрата аммония, мочевина, азофоска и известково-аммиачная селитра на рост растений. Чтобы убедить скептически настроенных фермеров в действенности удобрений, Бош выращивал в течение нескольких месяцев удобренные и не удобренные растения. Съёмка результатов эксперимента была большой сенсацией и убедила многих фермеров в эффективности удобрений. Позже на основе этих кадров в 1922-25 годах был снят фильм Das Blumenwunder (нем. Цветочное чудо) и поставлен в кинотеатрах Германии.

### Первая мировая война
С началом мировой войны в 1914 году спрос на аммиачные удобрения значительно упал из-за морской блокады и, как следствие, отсутствия доступа к мировому рынку. С другой стороны, получение нитратов для производства взрывчатых веществ приобрело большое военно-экономическое значение. Несмотря на предостерегающие намёки Эмиля Фишера и Вальтера Ратенау, Генеральный штаб поначалу не понял этой связи. По плану Шлиффена, основанному на германских операциях в начале Первой мировой войны, была намечена война в несколько недель. Только после битвы на Марне Генеральный штаб изменил свою точку зрения, рассчитывая на более длительный срок войны. Поскольку к этому времени немецкие запасы нитратов были почти исчерпаны, военное министерство в сентябре 1914 года обратилось к Карлу Бошу.
Он заключил контракт на поставку нитратов, и перевёл производство удобрений на селитру. Хотя до этого момента каталитическое сжигание аммиака было испытано только в лабораторных условиях, в течение короткого времени удалось наладить производство нитратов в Людвигсхафене. В апреле 1915 года BASF вырабатывала уже 150 тонн нитратов в день.
Из-за английской блокады, а также недостаточной для обеспечения военных нужд производительности завода в Людвигсхафене, BASF по предложению Боша 1 мая 1916 г. начала строительство нового аммиачного завода в Лойне. Новый завод располагался недалеко от среднегерманского буроугольного бассейна, обеспечивавшего поставку энергии и сырья. Под руководством Боша строительство было завершено всего за девять месяцев, в том же году он стал членом правления BASF. К концу 1917 года производство было увеличено примерно до 3000 тонн ежемесячно.
В августе 1916 года уже существующий с 1904 года союз компаний Agfa, BASF и Bayer объединился с союзом компаний Hoechst, Cassella и химической фабрики Kalle, а также с компанией DR. E. ter Meer & Cie с образованием «Сообщества немецких фабрик по производству смоляных красок» (нем. Interessengemeinschaft der deutschen Teerfarbenfabriken) — одного из первых немецких трестов. В 1917 году к нему присоединился ещё и химический завод Griesheim-Elektron. Компании-участники остались при этом юридически самостоятельными.

### Послевоенный период с 1919 по 1924 год
Военные действия в Европе завершились 11 ноября 1918 года с заключением Компьенского перемирия, однако окончательные условия завершения войны были утверждены только в 1919 году с подписанием Версальского мирного договора. Бош в качестве экономического советника участвовал в версальских переговорах. Его миссия состояла в том, чтобы спасти немецкую химическую промышленность. Союзники требовали сдачи химической промышленности Германии, а также уничтожения заводов в Людвигсхафене-Оппау и Лойне. Только завод в Оппау произвел в последний год войны 90.000 тонн нитратов, что составило около пятой части производства нитратов во всём остальном мире.
Бош, недовольный условиями союзников в отношении конфискованных немецких патентов и заводов, во время переговоров отправился в Людвигсхафен, где был избран председателем правления BASF. После избрания он вернулся в Версаль, чтобы продолжить свои усилия по ослаблению союзнических позиций.
Путём переговоров с Генеральным инспектором французского военного ведомства, генерал Патардом, Бошу удалось добиться отмены этих требований. В качестве компенсации BASF должна была помочь Франции в строительстве нитратных заводов, предоставить необходимое оборудование для создания французской азотной промышленности, а также развивать французский рынок красителей в сотрудничестве с французским правительством. В ответ французы отозвали своё требование об уничтожении немецкого оборудования по производству красителей и нитратов.
Бош неоднократно указывал на необходимость создания заводов по добыче азотных удобрений, которые должны были помочь избежать нехватки продовольствия. Его рассуждения были косвенно поддержаны Нобелевским комитетом, который в 1918 году присудил Габеру Нобелевскую премию по химии за метод производства аммиака. Комитет, не взирая на роль Габера в разработке химического оружия, утверждал, что производство азотных удобрений имеет глобальное значение для увеличения производства продуктов питания.
На переговорах Бош познакомился с Германом Шмитцем, который участвовал в переговорах в качестве эксперта по нитратам и удобрениям. Бош пригласил Шмитца в BASF в качестве финансового консультанта, позже он вошёл в правление финансового отдела BASF. Аналогичную должность Шмитц впоследствии занял также в химико-технологическом конгломерате IG Farben, а в поздние времена нацистской Германии управлял им вплоть до завершения Второй мировой войны и затем был признан Нюрнбергским трибуналом военным преступником.

### Взрыв на заводе в Оппау
С 1919 года BASF производила смесь 1:1 сульфата аммония и нитрата аммония в качестве удобрения. Эта смесь характеризуется высокой гигроскопичностью и склонностью к слёживанию при хранении. В те времена было принято разрыхлять смесь небольшими взрывными зарядами. В результате одного из таких подрывов сдетонировала сама смесь и произошёл мощнейший взрыв, полностью уничтоживший завод. В результате катастрофы погиб 561 человек, более 2000 получили ранения. В соседней деревне Оппау были разрушены жилища более 6500 человек.
Бош поручил Карлу Крауху, заняться восстановлением завода, на что потребовалось три месяца, после чего Краух получил должность в правлении BASF. Сам Бош тяжело заболел и возобновил работу только в июне 1922 года.

### Рурский конфликт
После того, как Бош заверил Францию в содействии в создании азотной промышленности, к нему обратилась американская компания DuPont. В DuPont поняли, что, несмотря на значительные инвестиции, создать собственное производство красителей не представлялось возможным только на основании конфискованных патентов. Бош не согласился на сотрудничество и сослался на отказ других предприятий «Сообщества немецких фабрик по производству смоляных красок».
Только благодаря набору химиков компании Bayer компания DuPont смогла реализовать патенты и конкурировать на мировом рынке красителей с фирмами сообщества.
В 1922 году химическая промышленность испытывала трудности с поставкой необходимых по Версальскому договору репарационных квот в виде сырья и готовой продукции, что привело к оккупации Рура французскими войсками. Правительство рейха при канцлере Вильгельме Куно ответило на это политикой пассивного сопротивления. Производство на заводах BASF было остановлено примерно на четыре месяца до мая 1923 года. Уровень инфляции достиг своего наивысшего значения. Густав Штреземан, новый рейхсканцлер, ввел рентную марку, что позволило прекратить гиперинфляцию. Он уговорил французов отступить из Рура в обмен на обещание возобновить репарационные платежи. Закрытие многих химических заводов во время Рурского конфликта дало американской индустрии красителей возможность самостоятельно поставлять товары на американский рынок без немецкой конкуренции.
Кроме того, Франция разорвала контракт, заключённый Бошем и Патардом, ввиду того, что указанные в контракте вещества не были поставлены Германией. Таким образом, Франция теперь могла пользоваться немецкими техническими разработками без каких-либо обязательств перед немецкими фирмами. Из-за растущей с 1923 года силы иностранных конкурентов руководитель компании Байер Карл Дуйсберг потребовал коренной реорганизации зарубежного бизнеса компаний сообщества.

### Председатель правления IG Farben
Карл Бош рассматривал идею консолидации компаний сообщества. Он хотел использовать запасы угля Германии для производства моторного бензина с помощью гидрирования при высоком давлении. Топливо и смазочные материалы, производимые из угля, представлялись Бошу перспективным источником дохода из-за роста степени моторизации, и, как тогда казалось, быстрого истощения запасов нефти. Он был убеждён в потенциале техники высокого давления. Из-за многочисленных научно-технических проблем, связанных с разработкой катализатора и технологического процесса, а также коммерческих рисков гидрирования угля, Бош понял, что крупномасштабная реализация этой идеи требует бо́льшей финансовой базы. Только компании, слившиеся в единый конгломерат, могли бы, по его мнению, финансировать разработку такого производства.
В то время как Дуйсберг выступал за структуру холдинга, Бош стремился к объединению фирм. В декабре 1925 Бош достиг своей цели, добившись создания на основе «Сообщества немецких фабрик по производству смоляных красок» конгломерата IG Farben. Председателем правления IG Farben стал сам Карл Бош, а председателем Наблюдательного Совета стал Карл Дуйсберг.

### Процесс Бергиуса-Пира
Бош уже во время переговоров по формированию сообщества интересов скрыто скупал права на патенты Бергиуса. В 1920-х годах в Лойне был построен завод по сжижению угля по методу Бергиуса-Пира. Между 1926 и 1932 IG Farben инвестировала около 100 миллионов марок в гидрогенизацию угля, не обеспечив полностью решение всех технологических проблем. Завод, построенный в Лойне, давал только половину расчётного выхода топлива. Для дальнейшего развития метода и необходимых технологических преобразований фирме требовалось ещё 400 миллионов марок.
Карл Бош был членом Немецкой Демократической партии. Хотя Бош редко публично выражал свои политические взгляды, IG Farben спонсировала до 1933 года ряд газет, поддерживавших политику Густава Штреземана, а также кампании Немецкой Народной партии, Немецкой Демократической партии и Партии центра. Вильгельм Фердинанд Калле, член правления IG Farben, попытался объединить эти партии против Гитлера и Альфреда Гугенберга. Два члена Наблюдательного совета IG Farben, беспартийный Герман Вармбольд и Пауль Молденхауэр из немецкой народной партии, были министрами экономики и финансов в кабинетах Генриха Брюнинга, Германа Мюллера, Франца фон Папена и Курта фон Шлейхера.
Однако во времена Великой депрессии в 1929 году цена на бензин снизилась до 5 пфеннигов за литр, при стоимости производства около 40 пфеннигов за литр. IG Farben пришлось резко сократить расходы, численность персонала была уменьшена почти вдвое. Карл Бош был вынужден просить Брюнинга обеспечить производство аммиака и топлива защитными пошлинами, после чего Брюнинг в 1931 году экстренным указом ввёл пошлины на азотные продукты и топливо.

### Времена национал-социализма
Отношение Боша к национал-социализму было неоднозначным. Первоначально Бош высказывался о Гитлере: «Достаточно только его увидеть, чтобы всё о нём понять», выражая таким образом свое неприятие. Позже он, напротив, хвалил Гитлера как «человека, который первым признал безработицу важнейшей экономической проблемой и предпринял меры по её преодолению».
Вывод Гитлера о том, что синтетическое топливо «необходимо для политически независимой Германии», Бош прокомментировал словами: «Этот человек более разумный, чем я думал». В своём заявлении 1933 года под названием «Где есть воля, есть и путь», он писал, что «впервые со времени войны немецкое правительство не только дает обещания, но и действует». В особенности Бош выступал за меры по трудоустройству и снижению налогового бремени.
Стремление национал-социалистического руководства к самообеспеченности немецкой экономики, а также постепенный её перевод на военный лад спасло проекты Боша по производству синтетического каучука и синтетического топлива. Его предприятие получало выгоды от экономической политики национал-социалистов, поэтому Бош все чаще заявлял, что поддерживает гитлеровский режим, чтобы финансово обеспечить свои исследования и продвигать собственные интересы.
До 1933 года никто из членов правления IG Farben не был членом НСДАП, и сам Бош никогда не вступал в ёё ряды. Тем не менее, в 1933 году IG Farben пожертвовала 400000 рейхсмарок в пользу избирательной кампании национал-социалистов, чтобы обеспечить в дальнейшем заключение договора на поставку 350000 тонн синтетического бензина. Финансовое участие IG Farben в избирательной кампании Гитлера произошло против воли Боша. В конце февраля 1933 года Герман Геринг лично пригласил Боша на совещание, на которое, однако, он не пошел. Вместо Боша на собрании от IG Farben присутствовал представитель. Неожиданно на совещании появился Гитлер и произнес длинную речь. Затем Ялмар Шахт предложил собранию создать для Гитлера избирательный фонд в три миллиона марок. Собрание поддержало идею, и представитель IG Farben не смог отказаться. Бош таким образом был поставлен перед фактом и ничего уже не мог изменить. В дальнейшем он не скрывал, что считал эту поддержку ошибкой.
По личным и профессиональным соображениям Бош был настроен против нацистского антисемитизма. Среди его ближайших соратников в 1933 году было несколько евреев. Так, Эрнст Шварц, секретарь Боша с 1918 года, был сыном раввина. Он видел большую проблему в подавлении и увольнении еврейских учёных и критиковал враждебную науке нацистскую политику. В частности, Бош отверг антисемитское законодательство и выступил за пребывание еврейских учёных в Германии. Он предложил помощь своему коллеге Фрицу Габеру, когда тот был изгнан в 1933 году, и многие коллеги-специалисты отвернулись от него. Бош появился со всеми оставшимися на тот момент членами правления IG Farben на церемонии, организованной Максом Планком в январе 1935 года по случаю годовщины смерти Габера, участие в которой было запрещено всем работникам университетов указом рейхсминистра науки, воспитания и народного образования Бернгарда Руста.
В 1937 году под давлением нацистских законов все работники IG Farben еврейского происхождения были уволены. Около трети наблюдательного совета, в том числе братья Карл и Артур фон Вайнберг, Отто фон Мендельсон Бартольди, Альфред Мертон, Ричард Мертон, Эрнст фон Симсон, Вильгельм Пельтцер и Густав Шлипер, были освобождены от своих обязанностей. Такие члены правления, как Карл Краух, Фриц тер Меер, Георг фон Шницлер, Макс Ильгнер, Отто Амброс, Фридрих Йене, Кристиан Шнайдер, Карл Вурстер, Карл Лаутеншлегер и Эрнст Бюргин вступили в НСДАП в том же году.
Бош придерживался мнения, что позиции в промышленности, экономике и науке должны занимать профессионалы из этих областей, а не нацистские политики. С этим он связывал надежду предотвратить худшее. Он слишком поздно понял, что эта надежда была ложной и что он стал соучастником преступлений нацистского режима. Бош рассказал Рихарду Вилльштеттеру о встрече с Гитлером на которой он, по собственным словам, предупредил Гитлера, что изгнание еврейских ученых отбросит немецкую физику и химию на сто лет назад. В ответ Гитлер воскликнул: «Тогда мы сто лет будем работать без физики и химии!» Затем он позвонил своему адъютанту и с преувеличенной вежливостью заявил, что советник Карл Бош желает уйти. От серьёзных политических санкций его спасала только международная известность.
Две модели поведения — поддержка нацистского режима, когда дело касалось экономических дел, и неприятие политики в отношении евреев, — характеризуют двойственную позицию Боша.

### Последние годы
В 1935 году Бош под давлением нацистского режима покинул пост председателя правления IG Farben, а его место занял его знакомый со времен версальских переговоров Герман Шмитц, который до этого занимался зарубежным бизнесом IG Farben. Шмитц считался компетентным экономистом, Генрих Брюнинг в своё время хотел назначить его в свой кабинет в качестве министра экономики. Сам Бош в качестве преемника покойного Карла Дуйсберга занял пост председателя Наблюдательного Совета IG Farben.
В 1937 году Бош стал президентом общества кайзера Вильгельма. 7 июня 1939 года на ежегодном собрании комитета немецкого музея Мюнхена Бош выступил с речью, в которой, согласно памяти одного из участников, говорил о том, что «наука может процветать только в условиях свободы, и что экономика и государство неминуемо погибнут, если наука будет подвержена таким удушающим политическим, мировоззренческим и расовым ограничениям, как при национал-социализме». Впоследствии Рудольф Гесс потребовал лишить Боша всех должностей и запретить ему публичные выступления. Бош действительно лишился различных постов, но остался президентом общества кайзера Вильгельма.
Бош был сильно подавлен, не в последнюю очередь из-за потери своей должности и политического курса Германии, а также из-за временами чрезмерного потребления алкоголя, и в 1939 году предпринял попытку самоубийства. Физические болезни также становились все более заметными, и зимой 1939—1940 года он поехал на Сицилию, чтобы поправить здоровье. Он умер 26 апреля 1940 г. в Гейдельберге. Усыпальница семьи находится на горном кладбище Гейдельберг в секторе B, высоко над городом с открытым видом на Рейнскую равнину.

## Личная жизнь
В 1902 году Бош женился на Эльзе Шильбах. От брака родился сын Карл-младший. (1906—1995) и дочь Ингеборг (1911—1972). Для начала супруги сняли съёмную квартиру в Людвигсхафене, которую Бош оборудовал верстаком, аквариумом и микроскопом, чтобы иметь возможность заниматься своими увлечениями. Бош совершил множество походов в окрестности Людвигсхафена, где он собирал моллюсков, жуков, улиток и других животных, а также растения. Переехав на рабочую квартиру, он расширил свои коллекции и заложил пруды, где выращивал водные и болотные растения.
С 1923 семья Боша жила на вилле в Гейдельберге. С 1930 года через свою фирму Imprimatur GmbH он поддерживал либеральную Франкфуртскую газету значительными финансовыми средствами и основал вместе с орнитологом Отто Ферингером зоопарк в Гейдельберге. Он любил заниматься ремеслом в собственной мастерской в роли слесаря, столяра, токаря, мелкого механика или стеклодува.
Помимо своих обширных интересов в области биологии, нобелевского лауреата привлекали минералогия и астрономия. У него была собственная обсерватория с необходимым оборудованием.

## Награды и признание
Институт инженеров-химиков выбрал Карла Боша, совместно с Фрицем Габером, самым влиятельным в мире инженером-химиком всех времен. Бош получил многочисленные награды, в том числе почетную степень доктора Высшей технической школы Карлсруэ, медаль Немецкого химического общества имени Юстуса Либиха, медаль немецкого общества физической химии имени Бунзена, кольцо Сименса и медаль Грасхофа Ассоциации немецких инженеров.
В 1931 году ему была присуждена Нобелевская премия по химии за вклад в развитие химических методов высокого давления. Впервые в истории изобретение технического метода было удостоено Нобелевской премии. Химик Кнут Вильхельм Палмэр в речи по случаю награждения Боша объяснил, что в разработке технических процедур часто принимает участие множество человек, и поэтому присудить награду сложно. Однако в случае с Бошем это было по-другому:
“This year, however, the Academy of Science believes it has discovered a technical advance of extraordinary importance and in respect of which it is also quite clear to which persons the principal merit is to be ascribed.”
"В этом году, однако, Академия наук считает, что она обнаружила технический прогресс чрезвычайной важности и в отношении которого также совершенно ясно, каким лицам следует приписать главную заслугу.”
Он получил медаль Вильгельма Экснера благотворительного фонда Торговой ассоциации Австрии и медаль Карла Луега. Бош был членом различных немецких и зарубежных научных объединений, например Общества кайзера Вильгельма, президентом которого он стал в 1937 г. Бош, наряду с Людвигом Прандтлем, был председателем Общества Лилиенталя, основанного в 1936 году. Он был также членом Немецкой академии естествоиспытателей «Леопольдина», Гейдельбергской академии наук и Прусской академии наук. В 1939 году ему была присуждена премия имени Гёте города Франкфурта.

## Память
В честь Карла Боша были названы лунный кратер Бош и главный поясной астероид (7414) Bosch. Кроме того, в его честь были названы улица Карла Боша в Людвигсхафене-на-Рейне и одноимённая улица и дом Карла Боша в близлежащем посёлке Максдорф, дом Карла Боша во Франкфурте, в котором располагается штаб-квартира общества немецких химиков, гимназия имени Карла Боша в Людвигсхафене-на-Рейне, школы имени Карла Боша в Гейдельберге и в Лимбургерхофе, школа профессионального образования и зал Карла Боша в Культурном доме города Лойна.
В 1998 году на улице Шлосс-Вольфсбрунненвег в Гейдельберге открылся музей Карла Боша. В бывшей резиденции Карла Боша, его вилле, сейчас находится благотворительный фонд Клауса Чира.
Бош владел обширной ботанической коллекцией, своим гербарием, который он собирал преимущественно посредством купли-продажи и через бартерные сделки. Она включает в себя более 17000 образцов. В 1950 году коллекция попала в собственность музея природы Зенкенберга в городе Франкфурт-на-Майне, где она с тех пор перерабатывается и оцифровывается. В коллекции Боша встречаются в основном лиственные мхи Германии и Европы с 1817 по 1921 год, а также печёночные мхи и лишайники, включая специальную коллекция мха рода сфагнум.

## Сочинения
- Der Stickstoff in Wirtschaft und Technik. In: Verhandlungen der Gesellschaft Deutscher Naturforscher und Ärzte. 86/87, 1921, S. 27-46.
- Sozialisierung und chemische Industrie. In: Die Chemische Industrie. 28, 1921, S. 44-62 (Vortrag auf der Hauptversammlung des Vereins deutscher Chemiker, Mai 1921).
- Handelspolitische Notwendigkeiten. Verein zur Wahrung der Interessen der chemischen Industrie. V., 1932.
- Über die Entwicklung der chemischen Hochdrucktechnik bei dem Aufbau der neuen Ammoniakindustrie. Nobelvortrag, gehalten in Stockholm den 21. Mai 1932; auch in: Chemische Fabrik. Band 6, 1933, S. 127—142.
- Probleme großtechnischer Hydrierungs-Verfahren. Verlag Dybwad, Oslo 1933.
- Probleme großtechnischer Hydrierungs-Verfahren. In: Die Chemische Fabrik. Band 7, 1934, S. 1-10.